# Rhaphium robustum
Rhaphium robustum är en tvåvingeart som beskrevs av Charles Howard Curran 1926. Rhaphium robustum ingår i släktet Rhaphium och familjen styltflugor.
Artens utbredningsområde är Idaho. Inga underarter finns listade i Catalogue of Life.